# جامعة سومي الحكومية
جامعة سومي الحكومية مؤسسة تعليم عالي أوكرانية، (بالأوكرانية: Сумський державний університет) هي جامعة تقع في سومي أوبلاست، أوكرانيا. تأسست هذه الجامعة في سنة 1948